# 差分约束系统
差分约束系统（System of Difference Constraints），是求解關於一組變數的特殊不等式組之方法。
如果一个系统由{\displaystyle n}个变量和{\displaystyle m}个约束条件组成，其中若每个约束条件形如 {\displaystyle x_{j}-x_{i}\leq b_{k}(i,j\in [1,n],k\in [1,m])}，则称其为差分约束系统。亦即，差分约束系统是求解关于一组变量的特殊不等式组的方法。
　　

## 解法
求解差分約束系統，可以轉化成求解圖論的單源最短路徑。觀察{\displaystyle x_{j}-x_{i}\leq b_{k}}，會發現它類似最短路中的三角不等式{\displaystyle d[v]\leq d[u]+w[u,v]}，即{\displaystyle d[v]-d[u]\leq w[u,v]}。因此，以每個變數{\displaystyle x_{i}}為結點，對於約束條件{\displaystyle x_{j}-x_{i}\leq b_{k}}，連接一條邊{\displaystyle (i,j)}，邊權為{\displaystyle b_{k}}。再增加一個原點{\displaystyle (s,s)}與所有定點相連，邊權均為0（在某些题目中可能需要根据实际情况进行改动）。對這個圖以s為原點運行Bellman-Ford 算法（或SPFA），最終{\displaystyle \{d[i]\}}即為一組可行解。

　　例如，考虑这样一个问题，寻找一个5维向量{\displaystyle x=(x_{i})}以满足：
这一问题等价于找出未知量 {\displaystyle x_{i},i\in \{1,2,3,4,5\}} ，满足下列8个差分约束条件：

　{\displaystyle x_{2}-x_{5}\leq 1}

　{\displaystyle x_{1}-x_{2}\leq 0}

　{\displaystyle x_{1}-x_{5}\leq -1}

　{\displaystyle x_{3}-x_{1}\leq 5}

　{\displaystyle x_{4}-x_{1}\leq 4}

　{\displaystyle x_{4}-x_{3}\leq -1}

　{\displaystyle x_{5}-x_{3}\leq -3}

　{\displaystyle x_{5}-x_{4}\leq -3}
该问题的一个解为{\displaystyle x=(-5,-3,0,-1,-4)}，另一个解{\displaystyle y=(0,2,5,4,1)}，这2个解是有联系的：{\displaystyle y}中的每个元素比{\displaystyle x}中相应的元素大5。
引理：设{\displaystyle x=(x_{1},x_{2},\cdots ,x_{n})}是差分约束系统{\displaystyle Ax\leq b}的一个解，d为任意常数，则{\displaystyle x+d=(x_{1}+d,x_{2}+d,\cdots ,x_{n}+d)}也是该系统{\displaystyle Ax\leq b}的一个解。

Bellman-Ford 算法伪代码：
```
# 初始化
for each v in V do 
    d[v] ← ∞; 
d[source] ← 0
# 松弛
for i =1,...,|V|-1 do
    for each edge (u,v) in E do
        d[v] ← min{d[v], d[u]+w(u,v)}
# 检查负环
for each edge (u, v) in E do 
    if d[v]> d[u] + w(u,v) then 
        <无解>

```